# Esponellá
Esponellá (en catalán y oficialmente, Esponellà) es un municipio español de la provincia de Gerona, situado en el noroeste de la comarca catalana del Pla de l'Estany. Además de la capital municipal, incluye los núcleos de les Anglades, Batllori, Borrell, Brunsó, les Caselles, Centenys, Martís y Vilert.

## Historia
Hacia mediados del siglo XIX, el lugar, ya por entonces con ayuntamiento propio, tenía contabilizada una población de 188 habitantes. Aparece descrito en el séptimo volumen del Diccionario geográfico-estadístico-histórico de España y sus posesiones de Ultramar de Pascual Madoz con las siguientes palabras:

ESPONELLA: l. con ayunt. en la prov., part. y dióc. de Gerona (4 1/2 leg.), aud. terr., c. g. de Barcelona (24): sit. á la márg. der. del r. Fluviá sobre el cual tiene un buen puente de piedra; goza de buena ventilacion, y clima saludable; las enfermedades comunes son fiebres intermitentes. Tiene una igl. servida por un cura de ingreso. El térm. confina con Santenis, Seriña y Crespiá. El terreno participa de monte y llano; es de mediana calidad, y le cruzan varios caminos locales. prod.: trigo, legumbres, vino y aceite; cria ganado y caza de diferentes especies. pobl.: 34 vec., 188 alm. cap. prod.: 2 564,800. imp.: 64,120.
(Madoz, 1847, p. 581)

## Demografía
Esponellá cuenta con una población de 438 habitantes (INE 2024).

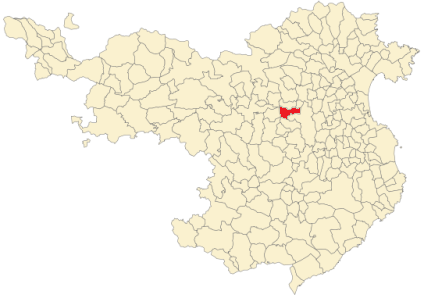
Situación de Esponellá en la provincia de Gerona

| Gráfica de evolución demográfica de Esponellá entre 1842 y 2021 |
| |
| Población de derecho según los censos de población del INE Población de hecho según los censos de población del INEEntre el censo de 1857 y el anterior, crece el término del municipio porque incorpora a Santenys, Vilert |

## Comunicaciones
Por las carreteras GIP-5121 y GI-554.